# Kokalyane Point
Der Kokalyane Point (englisch; bulgarisch нос Кокаляне nos Kokaljane) ist eine Landspitze an der Westküste von Rugged Island im Archipel der Südlichen Shetlandinseln. Sie bildet 0,81 km nördlich des Benson Point, 0,97 km südlich des Ugain Point und 2,51 km südlich des Kap Sheffield die Südseite der Einfahrt zur Bogomil Cove.
Britische Wissenschaftler kartierten sie 1968, spanische 1992 und bulgarische in den Jahren 2005, 2009 sowie 2010. Die bulgarische Kommission für Antarktische Geographische Namen benannte sie 2009 nach der Ortschaft Kokaljane im Westen Bulgariens.